# Zuid-Tibet

Kaart van de Tibetaanse Autonome Regio (rood) en Zuid Tibet (groen)

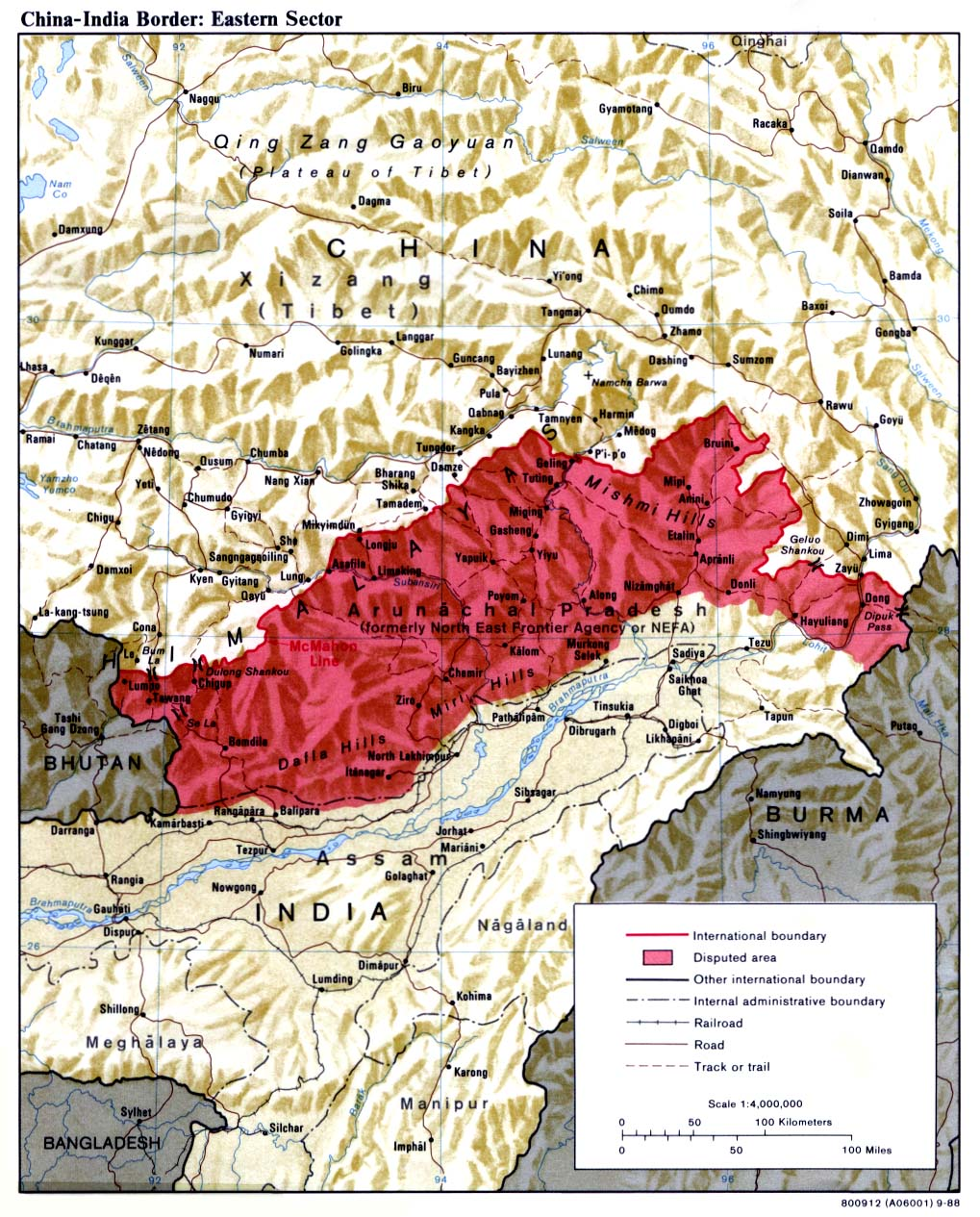
Oostelijke sector, geclaimd door China

Zuid-Tibet, Chinees: Zàngnán (藏南) is de naam die de Volksrepubliek China hanteert voor een geografisch gebied dat het brandpunt is in het grensconflict tussen China en India. Het gebied omvat grotendeels de Indiase deelstaat Arunachal Pradesh. Beide landen maken aanspraak op dit gebied. Het gebied was begin jaren '60 een van de geschillen in de Chinees-Indiase Oorlog.

## Akkoord van Simla
Oorspronkelijk was het grensgeschil onderhandeld tussen functionarissen uit het Verenigd Koninkrijk en van de dertiende dalai lama in het Akkoord van Simla, maart 1914. De grens die toen werd overeengekomen staat bekend als de McMahon-linie.
Volgens China was Tibet in die tijd niet soeverein maar maakte het deel uit van de Republiek China. De conferentie werd bijgewoond door vertegenwoordigers van de regering van het Verenigd Koninkrijk, de Republiek China en Tibet. China tekende het Akkoord van Simla echter niet, omdat vertegenwoordigers uit Peking het oneens waren met de condities in het akkoord. China voert daarom aan dat het akkoord een los verdrag was tussen de Britten en Tibet waardoor het onwettig en ongeldig zou zijn.
China voert verder aan dat het akkoord in het geheim geamendeerd was door Britse en Tibetaanse functionarissen die daarmee de grenslijn aanpasten. In feite werd de zesde dalai lama geboren in de buurt van Tawang, in Zuid-Tibet.
Een van de issues die aan de wortel van het grensconflict tussen China en India liggen, is de claim van de Tibetaanse regering in ballingschap dat wanneer de grens die getrokken werd tijdens de Simla-conferentie correct is, de stelling ondersteunt dat Tibet in 1914 een onafhankelijk land was.

## Huidige grenssituatie
Arunachal Pradesh ligt in het noordoosten van India en grenst in het noorden aan de Tibetaanse Autonome Regio (TAR) dat onder Chinees bestuur valt, Myanmar in het oosten en Bhutan in het westen. In het zuiden liggen de Indiase deelstaten Nagaland en Assam.
Zuid-Tibet omvat de grote kloof in de middenloop van de rivier Yarlung Tsangpo in het zuiden van de TAR. Het bestrijkt een gebied van 1200 km vanaf het arrondissement Mainling in het oosten tot Saga in het westen en rond 300 km van de Himalayaketen in het zuiden tot de bergketen Gangdisê, waartoe onder meer de berg Kailash behoort en ook wel wordt gerekend tot de Transhimalaya.
Op een deel van het zuidoosten van Zuid-Tibet wordt door China aanspraak gemaakt, die het als onderdeel ziet van de arrondissementen Metog en Chayu in de prefectuur Nyingtri, delen van het Tshona en het zuiden van Lhuntse in de prefectuur Lhokha (Shannan). Dit is het gebied ten zuiden van de McMahon-linie en komt ruwweg overeen met de Indiase staat Arunachal Pradesh.

## Andere grensconflicten tussen  India en China
Naast het geschil over de McMahon-linie tussen China en India in Arunachal Pradesh, bestaat er een verschil van mening over de Aksai Chin, een onvruchtbaar plateau in Ladakh, een Indiaas unieterritorium dat tot het gebied Jammu en Kasjmir gerekend wordt en in de loop van de geschiedenis nooit goed is ingedeeld. Voor China is de Aksai Chin van belang omdat er de strategisch belangrijke nationale weg G219 doorheen loopt die Tibet met de provincie Xinjiang verbindt. De regering van Pakistan erkent de Chinese claim van de westelijke sector van het gebied, omdat het deel uitmaakte van een groter grensverdrag tussen de twee landen uit 1963.